# Wetherspoon
J D Wetherspoon plc (Wetherspoon eller Wetherspoons) er en britisk virksomhed, der driver pubber og hoteller i Storbritannien og Irland. Selskabet blev etableret i 1979 af Tim Martin og er baseret i Watford. Deres brands inkluderer: Lloyds No.1, Wetherspoon og Wetherspoons. I alt har de 872 pubber og 57 hoteller. I 2022 havde de 42.127 ansatte og en omsætning på 1,741 mia. britiske pund.